# عشق هیس!
«عشق هیس!» (انگلیسی: Love Shhh!؛ کره‌ای: 러브 쉿) ترانه‌ای از خواننده اهل کره جنوبی، جو یو ری برای نخستین آلبوم چندآهنگه او به نام اوپی.۲۲ وای والتس: در ماژور است. این ترانه در ۲ ژوئن ۲۰۲۲ به عنوان تک‌آهنگ آغازین این آلبوم توسط ویک‌وان منتشر شد.

## جدول‌های موسیقی
| جدول (۲۰۲۲)         | بالاترین جایگاه |
| ------------------- | --------------- |
| کره جنوبی (گائون)   | ۹۷              |
| کره جنوبی (بیلبورد) | ۱۶              |

| جدول (۲۰۲۲)      | بالاترین جایگاه |
| ---------------- | --------------- |
| کره جنوبی (سرکل) | ۱۰۳             |

## تاریخچه انتشار
| متطقه | تاریخ       | فرمت                  | ناشر                |
| ----- | ----------- | --------------------- | ------------------- |
| مختلف | ۲ ژوئن ۲۰۲۲ | دانلود دیجیتال استریم | ویک‌وان استون میوزیک |